# Giardino degli Aranci
Il giardino degli Aranci è il nome con cui si indica parco Savello, un parco di Roma di circa 7.800 m², posto sul colle Aventino, nel rione Ripa, da cui si gode un'ottima visuale della città.

## Storia
Il giardino, il cui nome deriva dalla presenza caratteristica di numerose piante di aranci amari, si estende nell'area dell'antico fortilizio eretto dalla famiglia dei Savelli (da cui il nome "parco Savello") tra il 1285 e il 1287 nei pressi della basilica di Santa Sabina sull'Aventino, su un preesistente castello fatto costruire dai Crescenzi nel X secolo.

## Descrizione
Il giardino, come si presenta attualmente, fu realizzato nel 1932 dall'architetto Raffaele De Vico, dopo che, con la nuova definizione urbanistica dell'Aventino, era stato previsto di destinare a parco pubblico l'area che i padri domenicani della vicina chiesa tenevano ad orto, in modo da offrire libero accesso alla vista da quel versante del colle, creando un nuovo belvedere romano, da aggiungere a quelli già esistenti del Pincio e del Gianicolo.
Il giardino ha un'impostazione estremamente simmetrica, con un viale mediano in asse con il belvedere, che è stato intitolato a Nino Manfredi dopo la morte dell'attore, castrese di origine ma romano di adozione. Tale viale si apre in due slarghi: in quello di destra era in origine collocata, dagli anni Trenta del Novecento, la fontana realizzata da Giacomo della Porta per la oggi scomparsa piazza Montanara, e, dal 1973, trasferita infine a piazza San Simeone ai Coronari, all'ingresso del parco stesso, addossata ad una nicchia del muro di cinta. La piazza centrale prende il nome da un altro attore simbolo della romanità, Fiorenzo Fiorentini, che per molti anni condusse nel parco una sua stagione teatrale estiva.

### La fontana

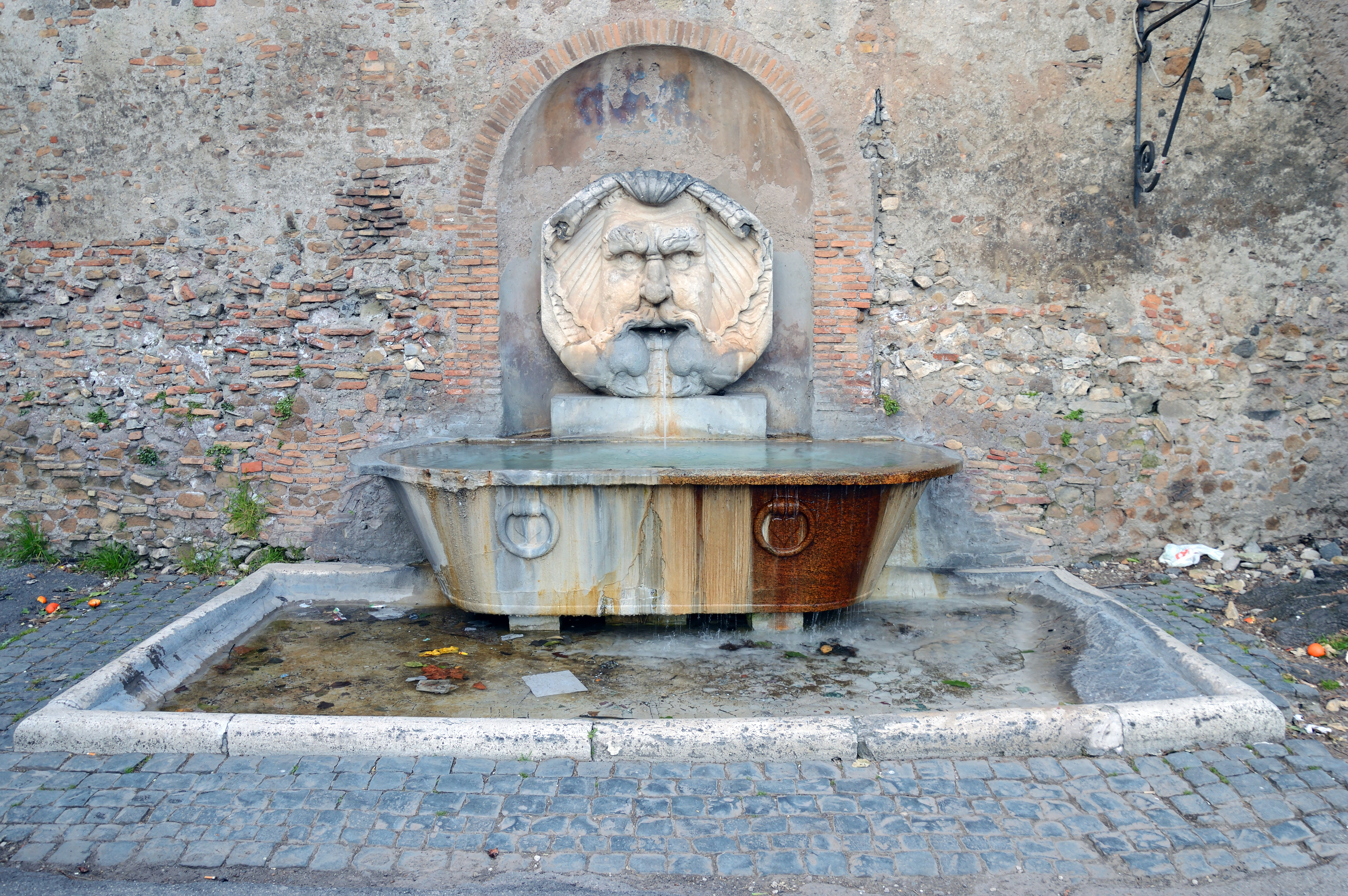
Fontana all'ingresso, in Piazza Pietro d'Illiria

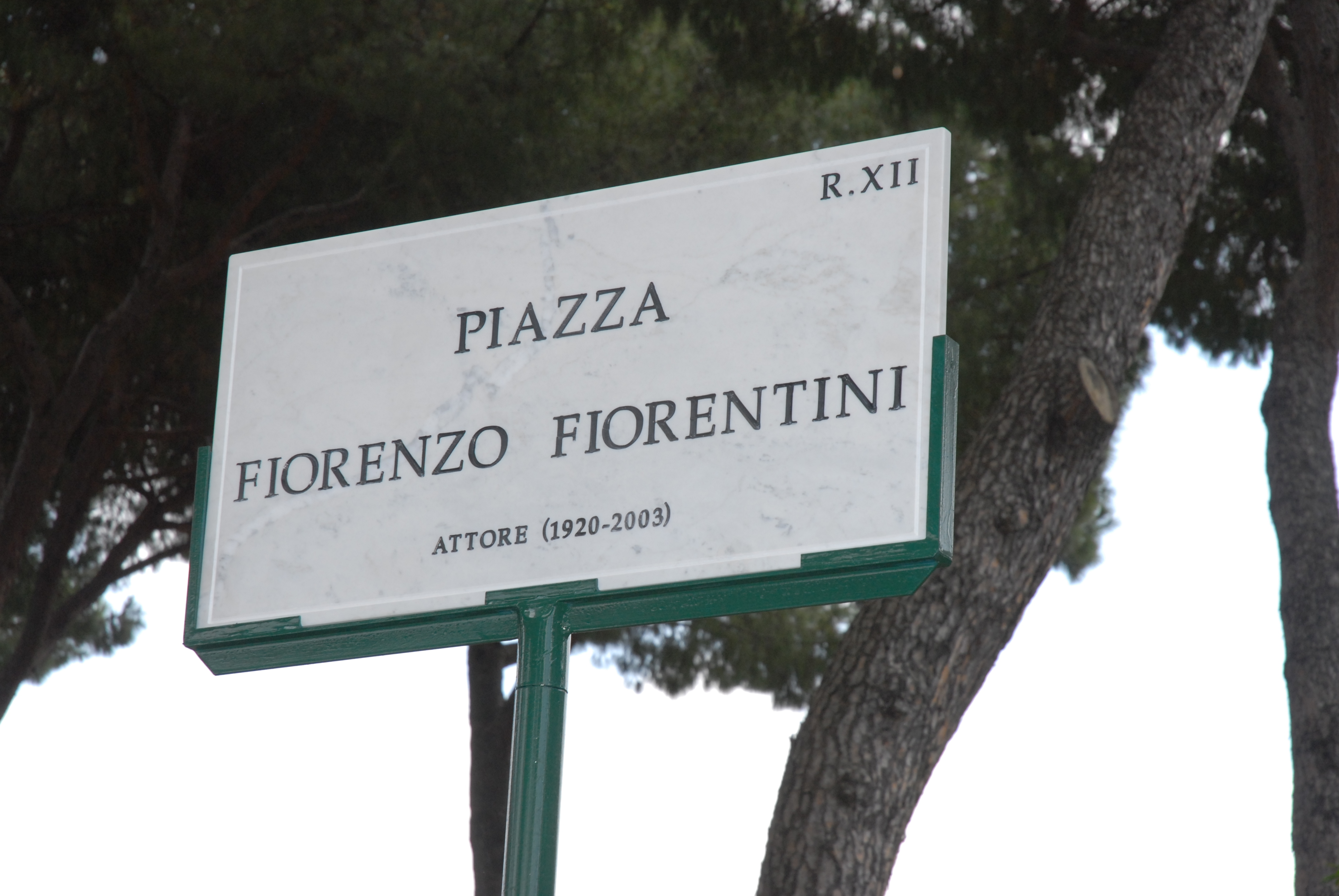
Targa commemorativa dedicata a Fiorenzo Fiorentini

La fontana attuale è composta da due pezzi di spoglio: una vasca termale romana ed il monumentale mascherone marmoreo scolpito per ornare una fontana costruita nel 1593 nel Campo Vaccino. L'antica vasca in granito, adorna di maniglioni a bassorilievo, è collocata al centro di un bacino rettangolare leggermente incassato rispetto al livello stradale, bordato da una fascia in travertino.
Sopra di essa, poggiato su un parallelepipedo, si trova il monumentale mascherone marmoreo dalle ciglia aggrottate e dai folti baffi, raccolto in una grande conchiglia. Il mascherone vanta una lunga storia: dopo lo smontaggio nel 1816 della fontana di Giacomo della Porta, venne recuperato e, a partire dal 1827, fu nuovamente utilizzato per decorare una fontana eretta sulla riva destra del Tevere, in corrispondenza del porto Leonino. Demolita anche questa fontana intorno al 1890, la scultura venne ricoverata presso i depositi comunali, dove rimase per alcuni decenni, fino all'attuale collocazione.

## Il giardino oggi
Attualmente il parco dispone di tre ingressi: il principale, in piazza Pietro d'Illiria, fu arricchito nel 1937 dal portale proveniente da Villa Balestra, uno in via di Santa Sabina ed il terzo sul clivo di Rocca Savella.
Nel 2005 è stato fatto un intervento di restauro vegetazionale.